# Кирпичёв, Юрий Петрович
Ю́рий Петро́вич Кирпичёв (1921—2009) — конструктор РЛС, лауреат Ленинской премии и Государственной премии СССР.

## Биография
Родился 07.01.1921 в Лысково Нижегородской губернии.
Участник войны: сначала — стрелок-радист, после обучения — пилот пикирующего бомбардировщика Пе-2, с 1943 служил в минно-торпедной дивизии авиации Северного флота, с 1944 — в авиации Черноморского флота.
Окончил политехнический институт.
С 1946 г. в НИИ-17 занимался разработками БРЛС «Изумруд» для МиГ-15 и кормового прицела «Аргон» для Ту-4.
С 1955 г. работал в филиале НИИ-17 в г. Жуковский (Московская область).
В 1958—1993 гг. на заводе № 339 («Фазотрон-НИИР»). Первый зам. главного консмтруктора РЛС «Смерч-А» для МиГ-25, главный конструктор БРЛС «Сапфир-23» (с 1969) для МиГ-23, «Сапфир-25» для МиГ-25 и Н-019 для МиГ-29 (1982—1992).
Принимал участие в разработке БРЛС «Смерч».
Лауреат Ленинской премии и Государственной премии СССР. Заслуженный машиностроитель РФ. Награждён орденами Ленина, Трудового Красного Знамени (дважды), Отечественной войны II степени, медалью «За отвагу».
Умер 29.01.2009. Похоронен на Перепечинском кладбище.